# Régis Rösing
Régis de Oliveira Rösing COMM • OOMM (Cachoeira do Sul, 9 de agosto de 1965) é um jornalista esportivo brasileiro. Como repórter da TV Globo, cobriu cinco Copas do Mundo, Olimpíadas e Paralimpíadas, campeonatos de surfe, voleibol e de futebol nacional.

## Biografia
Nascido em Cachoeira do Sul, município do Rio Grande do Sul, Rösing cresceu em uma família com uma mãe professora e um pai bancário. Ele começou a trabalhar jovem para pagar seus estudos e aprendeu a fazer jornalismo por meio da experiência diária. Seu primeiro emprego foi como sonoplasta na Rádio Cachoeira em 1979.
Ao longo dos anos, Rösing se tornou responsável por diversos programas de rádio, incluindo a Hora do Rock na Rádio Fandango FM, e também se tornou locutor em outro programa de música na Atlântida FM. Em 1990, ele foi contratado para cobrir esportes na RBS TV, afiliada da TV Globo no Rio Grande do Sul, e dois anos depois mudou-se para a sede da afiliada em Porto Alegre para cobrir matérias de futebol.
Em 1998, Rösing se mudou para o Rio de Janeiro, onde ficou por seis meses antes de ser escalado para cobrir os jogos da Seleção Brasileira na Copa do Mundo da França. Rösing também viajou ao Paraguai em 1999 para registrar a preparação e os jogos da Seleção Brasileira na Copa América, e em 2000 foi ao Líbano para fazer uma série de reportagens sobre futebol em lugares devastados pela guerra, incluindo uma entrevista com o líder do Hezbollah, Hassan Nasrallah, para o Fantástico.
Em 2002, Rösing cobriu os jogos da Seleção Brasileira na Coreia do Sul e no Japão, onde o Brasil se tornou pentacampeão. Dois anos depois, ele viajou para o Haiti para fazer reportagens da Seleção Brasileira em um país devastado pela guerra. Em 2005, cobriu o Circuito Mundial Masculino de Surfe em Teahupo'o, Taiti e Austrália, e em 2006, ele foi à Alemanha para cobrir os jogos da Seleção Brasileira, que foi eliminada pela França.
Em 2011, Rösing voltou ao Haiti para mostrar os trabalhos do Exército Brasileiro junto à Organização das Nações Unidas (ONU) na reconstrução do país após o terremoto catastrófico de 2010.
Em 2014, o surfista Gabriel Medina presenteou Rösing com a camisa que usou na última etapa da competição em Pipeline, em sinal de admiração pelo trabalho do repórter que acompanha o esporte desde a infância de Gabriel.
No dia 13 de abril de 2023, Régis Rösing foi dispensado pela TV Globo, pondo fim a uma trajetória iniciada na emissora em 1990.

## Prêmios
2005 - Régis Rösing recebeu das mãos do presidente Luiz Inácio Lula da Silva a Ordem do Mérito Militar - Grau cavaleiro. Esta é a mais alta condecoração do Exército e do Governo no Brasil, por notáveis serviços prestados à nação no exercício de sua profissão.
2011 - Recebeu a Medalha Missão de Paz – Batalhão de Suez, da Organização das Nações Unidas (ONU), pela defesa da paz. Durante a cerimônia, as séries de reportagens sobre Ruanda e Haiti foram citadas pelos militares como exemplo do trabalho realizado pelo jornalista.